# Maella
Maella es un municipio y localidad española de la provincia de Zaragoza, en la comunidad autónoma de Aragón. Cuenta con 2089 habitantes (INE 2024).

## Geografía
El municipio está situado en la depresión del Ebro, junto al río Matarraña, en el extremo suroriental de la provincia. Pertenece a la comarca de Bajo Aragón-Caspe y dista 21 km de Caspe, la capital comarcal, y 121 km de Zaragoza.
Tiene una temperatura media anual de 15 °C y su precipitación anual es de 350 mm.

## Lengua
La población es bilingüe. La lengua natural es el catalán de Aragón, en su variedad local denominada maellano. Toda la población conoce el castellano.
El maellano, muy característico, se distingue de otras hablas vecinas por un número considerable de rasgos que apuntan hacia el norte, especialmente hacia el ribagorzano y también hacia el sur, hacia las hablas del Guadalope y Alto Mezquín. En él se observa el ensordecimiento de las fricativas conocido por apitxat, el mantenimiento del diptongo en el grupo -act, un sistema de tres demostrativos (así, astí, allí) y algunos imperfectos en -ev- (dieve, dueve).

## Historia
Según la leyenda, el Señor del Castillo pidió la mano de una doncella, pero ella se la negó al estar prometida con otro. Como represalia, el Señor encarceló y torturó al prometido de la joven. Intentando interceder por su prometido, la joven le concedió "literalmente" la mano al Señor de la zona, amputándosela y enviándosela en una bandeja de plata. La mano figura en el escudo de la localidad, en su cuartel central.
La leyenda se remonta al siglo XV, cuando Alfonso V concedió el señorío de Maella a su secretario Francisco de Ariño. Dicho señorío pasó después a Manuel de Ariño, hijo del anterior, y fue entonces cuando, por los malos tratos recibidos, los maellanos se rebelaron y asediaron el castillo donde residía la esposa del tirano, Francisquina de Santa Pau. Esto acaeció en 1439.
Anteriormente, Maella había sido reconquistada a los musulmanes por Alfonso II en 1168. De esa época data el castillo de la localidad. Dicho monarca otorgó a Maella la Carta Puebla trece años más tarde y la villa dependió de la encomienda calatrava de Alcañiz. En el verano de 1404 Martín I el Humano celebró Cortes en Maella, en el recinto de la iglesia parroquial. Años más tarde, en 1423, se convocaron de nuevo Cortes en Maella, siendo éstas las primeras en la historia de Aragón en convocarse en ausencia del rey.

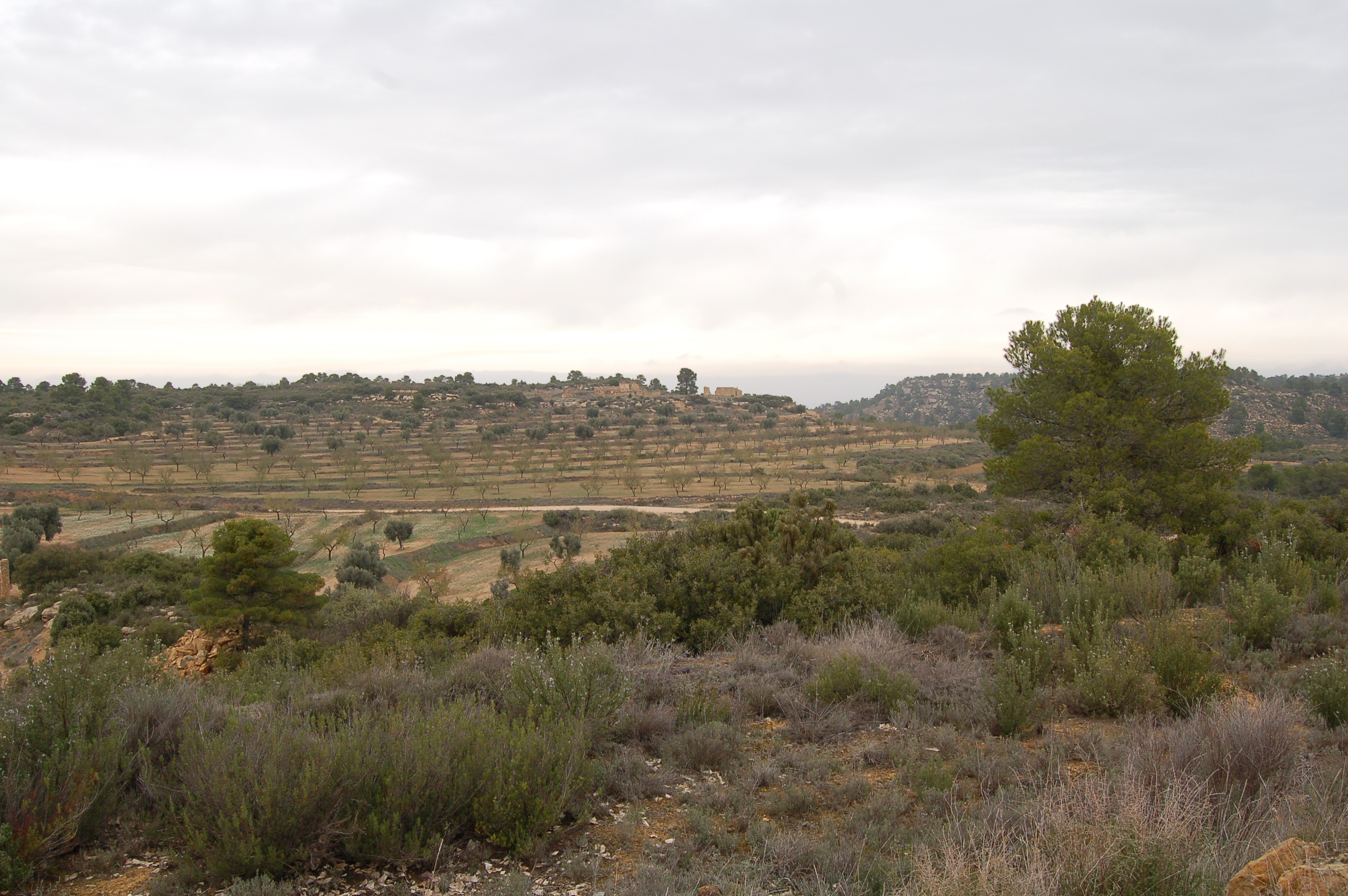
Campo de la batalla de Maella, que tuvo lugar el 1 de octubre de 1838

Tras la compra de la villa por Alfonso V y los avatares surgidos con don Manuel de Ariño, el señorío de Maella pasó al conde Gastón de Foix, en 1452, y permaneció en manos de la misma familia hasta el 1507, en que por venta pasó a Miguel Pérez de Almazán.
Durante la Guerra de Sucesión, Maella luchó al lado del futuro monarca Felipe V, quien premió a la villa con el título de «Fidelísima» y le otorgó el derecho a incorporar en su escudo la flor de Lis. En el siglo XIX, en el marco de la Primera Guerra Carlista, tuvo lugar en la localidad la batalla de Maella (octubre de 1838), donde encontró la muerte el general Pardiñas a manos de los carlistas.
Ya en el siglo XIX, el historiador Pascual Madoz, en su Diccionario geográfico-estadístico-histórico de España y sus posesiones de Ultramar de 1845, describe a Maella en los términos siguientes: 

Comprende sobre 500 casas, con muchos corrales, las que son de mala fábrica, y se distribuyen en 21 calles y callejuelas todas llanas y cómodas, y 3 plazas bastante regulares.

 Madoz refiere también que, en dicha época, el 8 de diciembre comenzaba una feria de cuatro días de duración en la que se vendían telas, pañuelos, zapatos, lienzos y mantas.

## Demografía
Maella cuenta con una población de 2089 habitantes (INE 2024).
| Gráfica de evolución demográfica de Maella entre 1842 y 2021                                                        |
| |
| Población de derecho según los censos de población del INE Población de hecho según los censos de población del INE |

| Nacionalidad | Hombres | Mujeres | Total | %      | Proporción |
| ------------ | ------- | ------- | ----- | ------ | ---------- |
| Española     | 771     | 742     | 1513  | 72.1 % |            |
| Extranjera   | 382     | 202     | 584   | 27.8 % |            |

Hacia el año 1200 Maella se hallaba poblada por 30 vecinos.
En el censo de 1857 su población ascendía ya a 3218 habitantes. En 1920 Maella alcanzó su techo demográfico —3729 habitantes— y desde entonces su población ha ido decreciendo continuamente.

## Economía
Maella es un territorio eminentemente agrícola, donde destacan el melocotón, con denominación de origen de melocotón de Calanda, olivos, con denominación de origen de Aceite del Bajo Aragón, cereales, almendros y vides.

## Administración y política
| Período        | Alcalde                                             | Partido | Partido |
| -------------- | --------------------------------------------------- | ------- | ------- |
| 1979-1983      | Miguel Ángel Casado Bondía                          | Ind.    |         |
| 1983-1987      | Eduardo Lacasa Godina                               | AP      |         |
| 1987-1991      | Eduardo Lacasa Godina                               | AP      |         |
| 1991-1995      | Jose Manual Tudó Albiac                             | PSOE    |         |
| 1995-1999      | Jose Luis Rufat Barrio                              | PP      |         |
| 1999-2003      | Jose Luis Rufat Barrio                              | PP      |         |
| 2003-2007      | Antonio Tudó Soler                                  | PSOE    |         |
| 2007-2011      | Antonio Tudó Soler                                  | PSOE    |         |
| 2011-2015      | Jesús Zenón Gil Ferrer                              | PP      |         |
| 2015-2019      | Jesús Zenón Gil Ferrer                              | PP      |         |
| 2019-2023 2023 | Jesús Zenón Gil Ferrer Luis Felipe Cervera Valimaña | PP      |         |
| 2023-2027      | María Elena Bondía Pinós                            | PP      |         |

| Partido político    | Partido político                                   | 2003   | 2007   | 2011   | 2015   | 2019   | 2023   |
| Partido político    | Partido político                                   | Ediles | Ediles | Ediles | Ediles | Ediles | Ediles |
|                     | Partido Popular de Aragón (PP)                     | 5      | 5      | 6      | 5      | 6      | 6      |
|                     | Partido de los Socialistas de Aragón (PSOE-Aragón) | 6      | 6      | 4      | 3      | —      | 5      |
|                     | Chunta Aragonesista (CHA)                          | —      | —      | —      | 1      | 5      | —      |
|                     | Partido Aragonés (PAR)                             | —      | 0      | 1      | —      | —      | —      |
| Total de concejales | Total de concejales                                | 11     | 11     | 11     | 9      | 11     | 11     |

## Patrimonio

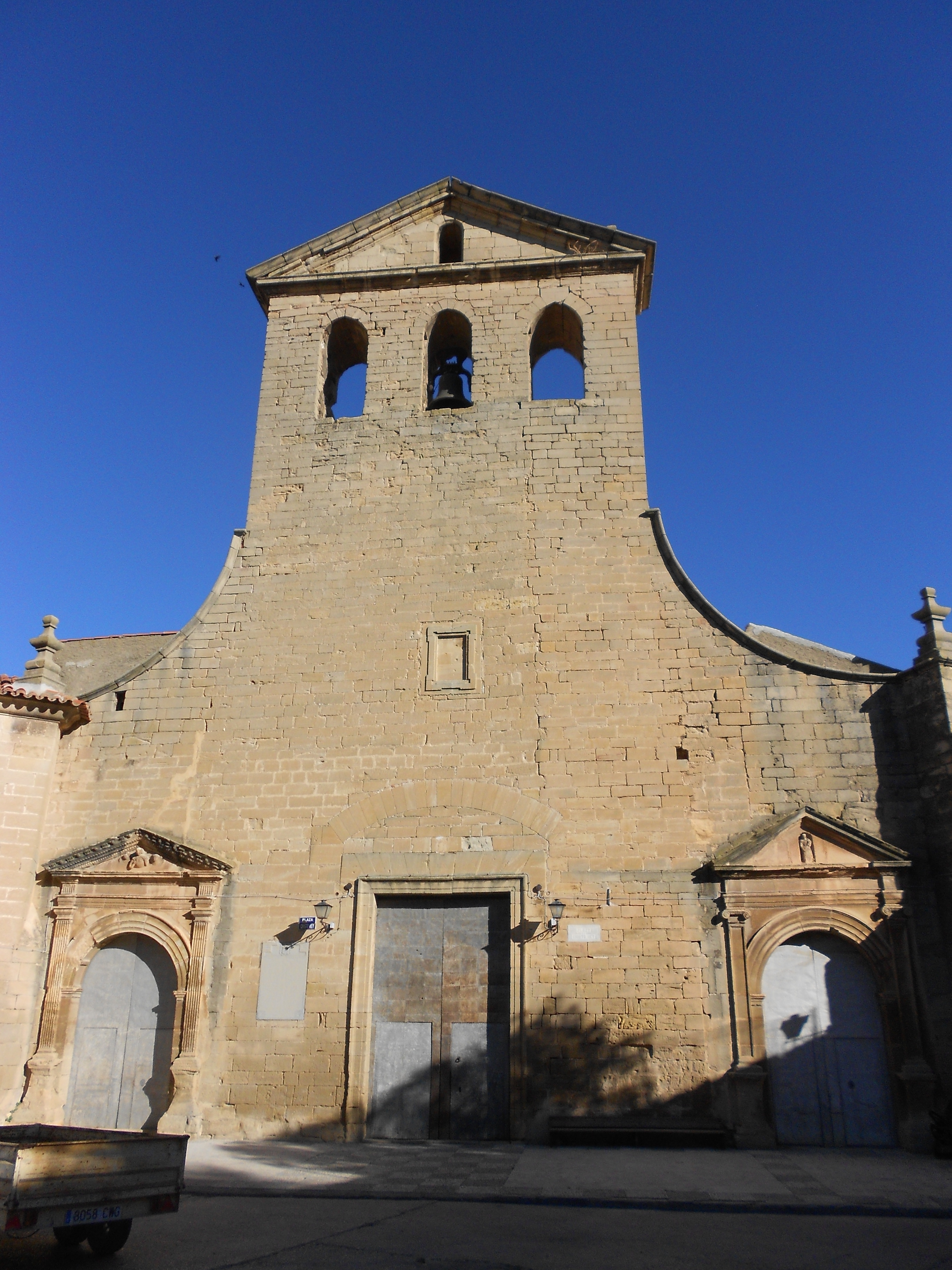
Espadaña de la iglesia de San Esteban

De especial interés en Maella es la Torre del Reloj, uno de los pocos ejemplos de torres civiles en Aragón. Edificada en dos etapas, la primera de ellas —de unos 20 m— es románica de los siglos XI-XII, y la segunda —de unos 28 m— es mudéjar.
La etapa románica corrobora la teoría que afirma que en tiempos pasados fue fortaleza protectora del acceso al casco viejo de la villa, protegida por caballeros de la Orden de Calatrava.
El castillo de Maella, pese a su estado ruinoso, se erige como una impresionante mole de piedra en lo más alto de una loma cortada al este por el cauce del río Matarraña. En su cara Norte aún conserva sólidas murallas, con cinco cubos semicilíndricos pegados a las mismas.

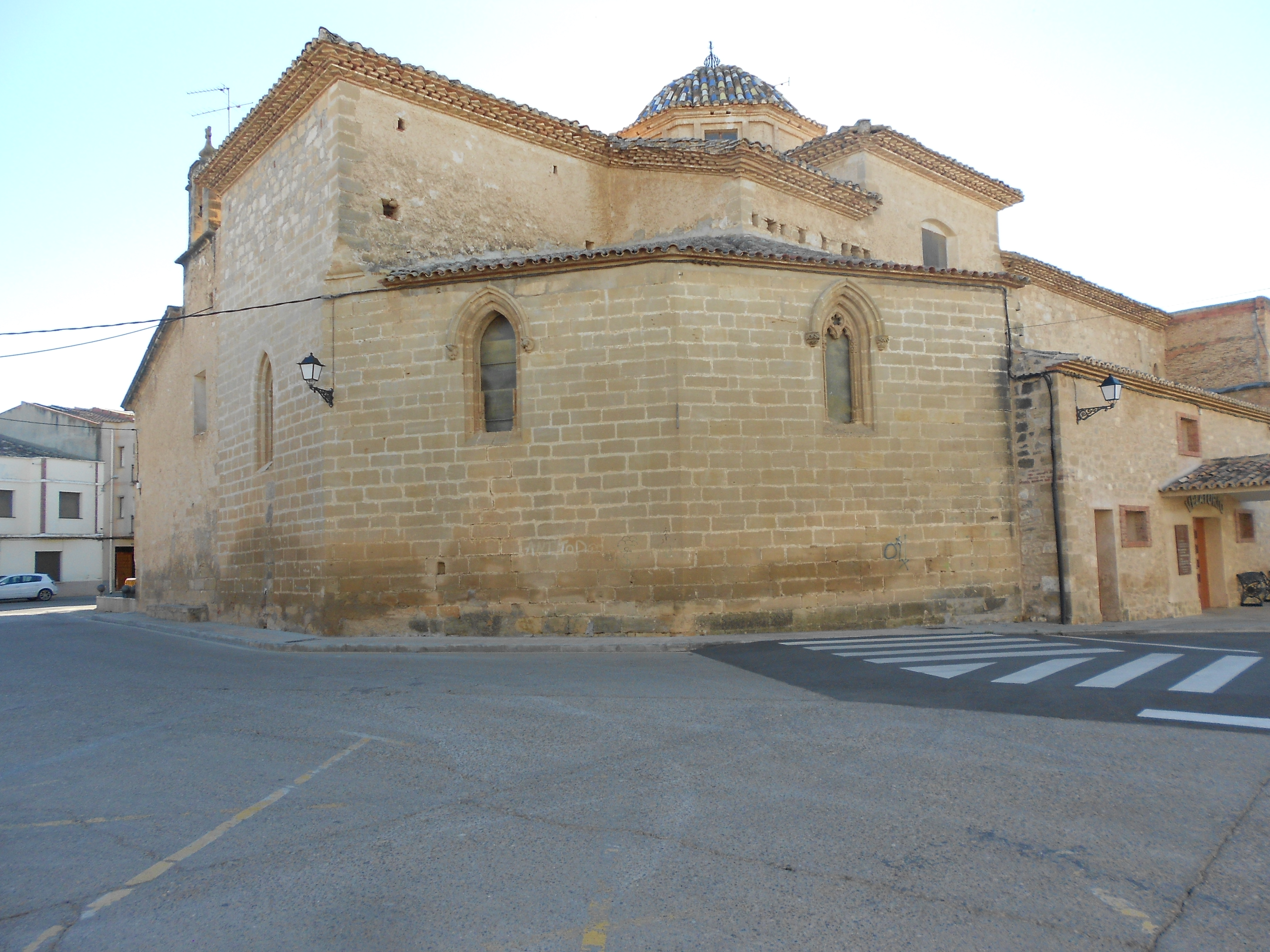
Iglesia de Santa María

Dos iglesias notables se emplazan dentro del casco urbano. La Iglesia parroquial de San Esteban, de origen románico, consta de una nave con ábside semicircular cubierta por una bóveda de crucería apuntada sobre arcos fajones; tiene por campanario una espadaña de tres huecos. La de Santa María, levantada en el siglo XIV, fue cedida en 1610 a la orden franciscana.
No hay que dejar de mencionar la Ermita de Santa Bárbara, cuya construcción comenzó en 1759 gracias a las ayudas y limosnas de los vecinos de Maella. A las afueras del pueblo, en ruta hacia Fabara, se encuentra el monasterio trapense de Santa Susana, actualmente en ruinas.
Por último, hay que reseñar que se ha rehabilitado la casa natal del artista maellano Pablo Gargallo. Entre otras, se exhiben cuatro de sus obras muy ligadas a su primera etapa, acompañadas de obras de autores diversos que han expuesto en la casa museo.

## Comunicaciones

### Carreteras
Por Maella pasan o finalizan las siguientes carreteras:
| Nombre | Lugar de entrada | Lugares a los que va                                                     |
| ------ | --- | ------------------------------------------------------------------------ |
| A-221  | Comienza en Quinto y finaliza al terminar la provincia de Zaragoza, continua en la C-221.                                                                     | Oeste:Quinto, La Zaida, Sástago, Escatrón, Chiprana y Caspe Este: Batea. |
| A-1411 | Esta carretera no llega al casco urbano de la localidad, nace en Mequinenza y, tras 39,5 km, termina en la rotonda de la Jota, lugar en el que une a la A-221 | Al norte, da servicio a Fabara, Nonaspe, Fayón y Mequinenza.             |
| A-1412 | Esta carretera finaliza en la localidad, iniciando sus 18 km de recorrido en la N-420, junto a un puente en la provincia de Teruel                            | Sur: Mazaleón                                                            |

### Transporte público

#### Autobús
Los autobuses paran en el estacionamiento designado para ello en la Avenida de Pablo Gargallo, 63

## Fiestas
- 17 de enero, festividad de San Antón. Se encienden en torno a unas cincuenta hogueras que se mantienen toda la noche y el día siguiente hasta la celebración de comidas populares por calles y barrios.
- 9 al 13 de agosto, fiestas patronales en honor de san Esteban, San Lorenzo y Santa Susana.

## Ciudades hermanadas
- Vivonne (Francia)